# Малая вечерница
Малая вечерница, или вечерница Лейслера (лат. Nyctalus leisleri) — млекопитающее отряда рукокрылых. Относится к семейству гладконосых летучих мышей. Научное название дано в честь немецкого зоолога Иоганна Лейслера.
Водится на территории от Западной и Центральной Европы до Афганистана и Кашмира. В России встречается на юго-западе страны, на Кавказе и Алтае. Предпочитает старые высокоствольные широколиственные и смешанные леса, где имеются луговые пространства и водоёмы. Может совершать сезонные миграции порядка 1000 километров. Вид редок на протяжении всего ареала.
Это небольшие летучие мыши с длиной тела 58—66 миллиметров и весом 12—20 грамм. Мелкие размеры тела хорошо отличают её от других видов вечерниц. Окрас от рыжевато-коричневого до тёмно-каштанового.
Обычно селится в дуплах с круглым входом, группами по 20—40 особей, самки живут порознь от самцов. Вечерницы предпочитают укрытия с круглым входом, потому что владеют своим телом достаточно хорошо, чтобы проскакивать внутрь укрытия с разгону, сложив крылья. Вылетает на охоту сразу после захода солнца, но в холодную погоду вечерницы не кормятся. Питается летающими насекомыми: жуками, бабочками, мухами.
Развита эхолокация, испускает сигналы высокой интенсивности в диапазоне 45—15 кГц, с максимальной амплитудой около 25 кГц.
Самки приносят детёнышей обычно в июне, в выводке 1—2 детёныша. Продолжительность жизни у малых вечерниц составляет 9 лет.